# Gérold Veraguth
Gérold Veraguth (* 7. August 1914 in Basel; † 3. April 1997 ebenda, heimatberechtigt in Basel und Thusis) war ein Schweizer Maler, Zeichner und Lithograf.

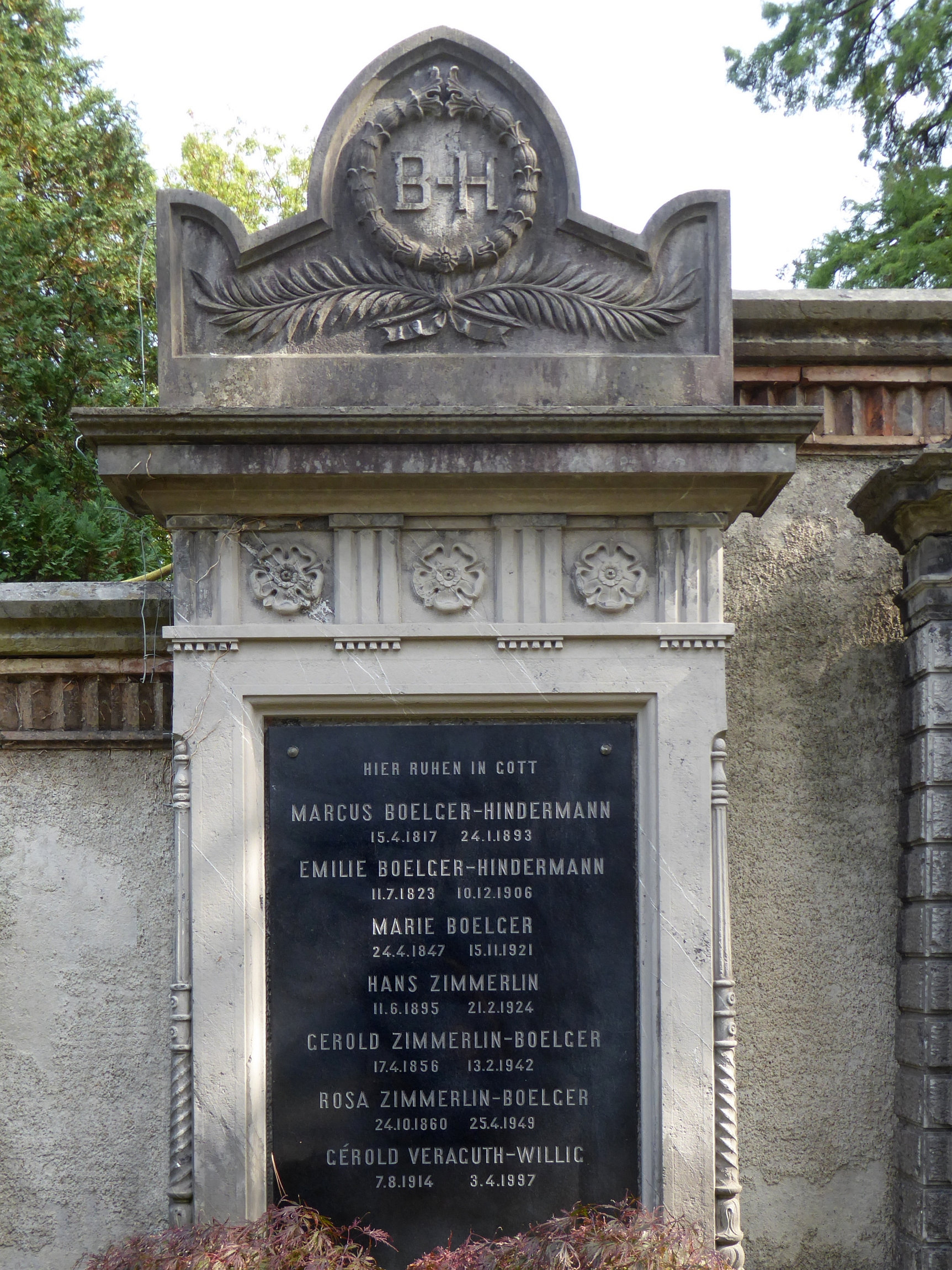
Familiengrab auf dem Wolfgottesacker in Basel

## Leben und Werk
Veraguth studierte in Stuttgart und Paris und stellte seine Werke u. a. in der Kunsthalle Basel, Kunsthalle Bern und im Kunstmuseum Bern aus. Veraguth erhielt 1945, 1946, 1948 ein Eidgenössisches Kunststipendium. Ab 1954 war er in Basel tätig. 1971 konnte er in Paris das Künstleratelier beziehen. Seine letzte Ruhestätte fand Veraguth auf dem Wolfgottesacker in Basel.
Das  Spektrum von Veraguths Werk umfasst Acrylmalerei, Wandbilder, Aquarelle und andere Zeichnungen sowie Lithografien. Thematisch spielen Landschaften und Stillleben eine Hauptrolle. Veraguths Werke sind unter anderem im Kunsthaus Zürich, im Aargauer Kunsthaus und im Bünder Kunstmuseum in Chur vertreten.